# Ophraella sexvittata
Ophraella sexvittata là một loài bọ cánh cứng trong họ Chrysomelidae. Loài này được LeConte miêu tả khoa học năm 1865.